# Юг (река)
Юг (от финно-перм. *jug «река», ср. фин. joki, коми ю) — река в Вологодской и Кировской областях России, правая составляющая Северной Двины (левая — Сухона). Длина — 574 км, площадь водосборного бассейна — 35 600 км². Годовой сток составляет 9,12 км³ (у Сухоны — 14,3).

## География
Исток реки на возвышенности Северные Увалы в Кичменгско-Городецком районе Вологодской области, в верховьях течёт на юг, сильно петляя (за счёт этого по длине превосходит более полноводную Сухону, хотя всего на 16 км). Перед городом Никольск делает большую петлю и разворачивается на север. После впадения речек Шарженьга и Кипшеньга расширяется более чем до 80 метров. В районе Кичменгского Городка принимает Пичуг, Шонгу, Кичменьгу и Пыжуг, после чего расширяется более чем до 100 метров.

Бассейн Северной Двины

В среднем течении Юг заходит на территорию Кировской области, где протекает через большие посёлки Подосиновец и Демьяново. В нижнем течении расширяется до 300—400 метров, образуя большое количество стариц, заливов и островов. В межень река на этом участке сильно мелеет. За 30 километров до устья в Юг справа впадает крупнейший приток — Луза. За 15 километров до устья Юг соединён протокой с текущей параллельно Шарденьгой, которая впадает в Юг двумя километрами выше устья самого Юга. Юг сливается с Сухоной, образуя Северную Двину. Напротив устья — город Великий Устюг. Река становится доступной в половодье для грузовых теплоходов речного класса вплоть до г. Никольска.
Близ Великого Устюга, у стоянки Мармугино, были обнаружены два старичных торфяника, содержащих остатки рыболовных заграждений. Торфяники принадлежат протоке Юга, который тогда распадался на два рукава. Заграждения первого торфяника относятся к неолиту (первая половина III тысячелетия до н. э.), заграждения второго торфяника — к эпохе раннего железного века
Василий Татищев ошибочно помещал на реке Юг Югру: «От Двины к востоку югры и югдоры …народ был великий и сильный. Их владение распростиралось в Галицкую область, град Унжа был их владения. Имели собственных князей. Ныне главный град их Устюг Великий, Кевроль и Мезень»

## Гидрология
Среднегодовой расход воды в 35 км от устья — 289,5 м³/с. Питание смешанное, с преобладанием снегового. Половодье с апреля по июнь. Замерзает в конце октября — первой половине декабря, вскрывается в апреле — начале мая.
| Средний расход воды (м³/с) реки Юг по месяцам с 1936 по 1988 гг. (замеры производились на гидрологическом посту в районе д. Гаврино, 35 км от устья) |

## Притоки
- левые: Кипшеньга, Шарженьга, Шонга, Кичменьга, Пыжуг, Варжа;
- правые: Спасская Анданга, Большая Лоха, Пичуг, Ёнтала, Енанга, Пушма, Луза.

## Населённые пункты
В верхнем течении расположен город Никольск, в среднем — крупные сёла Кичменгский Городок и Усть-Алексеево, посёлки городского типа Подосиновец и Демьяново, в устье — рабочий посёлок Кузино. Напротив устья — город Великий Устюг.